# Џоан Умару
Џоан Умару (19. август 1988) либански је фудбалер.

## Репрезентација
За репрезентацију Либана дебитовао је 2013. године. За национални тим одиграо је 18 утакмица и постигао 2 гола.

## Статистика
| Либан  | Либан | Либан |
| Год.   | Ута.  | Гол.  |
| ------ | ----- | ----- |
| 2013   | 1     | 0     |
| 2014   | 0     | 0     |
| 2015   | 8     | 2     |
| 2016   | 4     | 0     |
| 2017   | 2     | 0     |
| 2018   | 3     | 0     |
| Укупно | 18    | 2     |